# Goldberg (Eslarn)
Goldberg ist ein Ortsteil des Marktes Eslarn im oberpfälzischen Landkreis Neustadt an der Waldnaab.

## Geographische Lage
Die Einöde Goldberg liegt am Hang des 591 m hohen Goldberges nahe der deutsch-tschechischen Grenze.
Die Nachbarorte von Goldberg sind im Osten Tillyschanz, im Südwesten Teufelstein und
im Westen Eslarn.

## Geschichte
Zum Stichtag 23. März 1913 (Osterfest) wurde Goldberg als Teil der Pfarrei Eslarn mit einem Haus und 7 Einwohnern aufgeführt.
Am 31. Dezember 1990 war Goldberg unbewohnt und gehörte zur Pfarrei Eslarn.

## Kultur und Sehenswürdigkeiten
Westlich neben der Einöde Goldberg liegt an der Straße ein kleiner Kreuzweg, der zu einer Kapelle führt, die 1985 zum Andenken an eine gleichartige Waldkapelle in Karlbach erbaut wurde.